# ساغي بورتون
ساغي بورتون (بالإنجليزية: Sagi Burton)‏ هو لاعب كرة قدم بريطاني في مركز قلب الدفاع، ولد في 25 نوفمبر 1977 في برمنغهام في المملكة المتحدة. شارك مع منتخب سانت كيتس ونيفيس لكرة القدم. أما مع النوادي، فقد لعب مع بورت فايل وروشدين ودايموندز وشروزبري تاون وشيفيلد يونايتد وكريستال بالاس وكولتشستر يونايتد ونادي بارنت ونادي بيتربورو يونايتد ونادي كرو ألكساندرا.

## وصلات خارجية
- ساغي بورتون على موقع قاعدة بيانات كرة القدم.إي يو (الإنجليزية)
- ساغي بورتون على موقع ناشيونال فوتبول تيمز (الإنجليزية)
- ساغي بورتون على موقع Soccerbase.com (لاعب) (الإنجليزية)
- ساغي بورتون على موقع عالم كرة القدم.نت (الإنجليزية)